# Siberian Khatru
A Siberian Khatru a Yes Close To The Edge című albumának a harmadik száma. A Yessongs című koncertlemezen is szerepel; valamint a Keys To Ascension albumon, és több félhivatalos kiadványon megtalálható. A Close To The Edge lemezen ez az egyetlen dal, mely nincs több tételre bontva. A szám élőben összekapcsolódik Igor Stravinsky Tűzmadár című szvitjének végével. Nemrég elneveztek egy rovart a dalról (Képek az állatrólitt láthatóak). Továbbá egy szürreális komédiában szereplő kocsmát (Vic Reeves, Catterick tv-sorozat).

## A dal felépítése
A szám egy gitárriffel kezdődik. Az első perc zenei anyaga rendkívül ritka, 15/4-es ütemmutatóval rendelkezik. A hallgatónak úgy tűnhet, mintha 4/4 és 3/4 váltakozna, de a basszus és a billentyűs hangszerek haladása 15/4-hez vezet. Az ének (Jon Anderson) körülbelül 1:05-nél lép be. A dalban több váltás is történik, ezek között vannak Steve Howe és Rick Wakeman szólói is. Az egyik szekció többritmusú: a gitár 12/4-ben, a dob és a billentyűs hangszerek 8/4-es ütemmutatójú ritmusban játszanak, majd a dal végére visszatér az eredeti 15/4.